# Сересаль-де-Пеньяоркада
Сересаль-де-Пеньяоркада (ісп. Cerezal de Peñahorcada) — муніципалітет в Іспанії, у складі автономної спільноти Кастилія-і-Леон, у провінції Саламанка. Населення — 88 осіб (2010).
Муніципалітет розташований на відстані близько 260 км на захід від Мадрида, 85 км на захід від Саламанки.

## Демографія
Динаміка населення (INE ):

## Зовнішні посилання
- Провінційна рада Саламанки: індекс муніципалітетів
- Посилання на Google Maps